# جون ألان (لاعب اتحاد الرغبي)
جون ألان (بالإنجليزية: John Allan)‏ هو لاعب اتحاد الرغبي جنوب أفريقي، ولد في 25 نوفمبر 1963 في غلاسكو في المملكة المتحدة.

## وصلات خارجية
- جون ألان عل موقع إسبنسكروم (الإنجليزية)